# SMS Elbing
Le SMS Elbing est un croiseur léger de classe Pillau construit pour la Kaiserliche Marine pendant la Première Guerre mondiale.
Commandé au début des années 1910, sa quille est posée en 1913 au chantier naval Schichau-Werke de Dantzig. Il est lancé le 21 novembre 1914 et mis en service le 4 septembre 1915.

## Historique
Après sa mise en service, l'Elbing a été affecté au IIe Scouting Group, opérant généralement aux côtés des croiseurs de bataille du I. Aufklärungsgruppe. Sa première opération majeure a été le bombardement de Yarmouth et de Lowestoft les 24 et 25 avril. À l'approche de Lowestoft, les Elbing et Rostock ont aperçu la Force de Harwich, un escadron de trois croiseurs légers et de dix-huit destroyers, approchant du sud de la formation allemande à 04 h 50. Le contre-amiral Friedrich Boedicker (en) ordonna d'abord à ses croiseurs de bataille de poursuivre le bombardement, tandis que l'Elbing et les cinq autres croiseurs légers se concentrèrent pour engager la force Harwich. Vers 05 h 30, les forces légères britanniques et allemandes s'affrontèrent, tirant principalement à longue distance. Les croiseurs de bataille arrivèrent sur les lieux à 05 h 47, poussant l'escadre britannique à battre en retraite à grande vitesse. Un croiseur léger et un destroyer ont été endommagés avant que Boedicker ne rompe le combat après avoir reçu des informations faisant état de sous-marins dans la région.
En mai 1916, il participe avec le IIe Scouting Group à la bataille du Jutland. À 14 h 20, le 31 mai, l'Elbing détacha deux torpilleurs afin de contrôler un navire suspect voguant entre les deux flottes. Au moment où ils s'aperçoivent qu'il s'agit d'un vapeur neutre danois, les bateaux allemands sont repérés par les croiseurs britanniques HMS Galatea et Phaeton, visiblement engagés dans une mission similaire à la leur. L'amiral David Beatty chercha à prendre à revers les navires allemands pour les couper de leurs bases et, bientôt, les premiers échanges d'artillerie de la bataille commençaient. Le Galatea, de la première escadre de croiseurs légers, engagea deux destroyers qu'il prit pour des croiseurs. L'Elbing est envoyé en renfort et tire en limite extrême de portée, endommageant le croiseur britannique. Les Britanniques tournèrent vers le nord en direction du 1er escadron de cuirassés, l'Elbing continuant de tirer à longue portée. Il est rejoint par les Frankfurt et Pillau, avant de cesser le feu à 16 h 17 dû au retrait des navires britanniques. Environ quinze minutes plus tard, les trois croiseurs ont engagé un hydravion lancé par le transport d’hydravions HMS Engadine, avant de rejoindre leurs postes devant les croiseurs de bataille allemands.
Vers 18 h 30, l'Elbing et le reste du groupe ouvrent le feu sur le croiseur HMS Chester. Trois croiseurs de bataille du contre-amiral Horace Hood sont envoyés en renfort ; le HMS Invincible frappa le Wiesbaden et l'immobilisa. Les Elbing et Frankfurt tirèrent chacun une torpille sur les croiseurs de bataille britanniques, sans grand succès. L'Elbing fut brièvement engagé par les croiseurs de bataille à très longue portée, mais ne fut pas touché. Vers 20 h 15, il perdit son moteur bâbord en raison de fuites dans les condenseurs de sa chaudière. Cela limita sa vitesse à 20 nœuds pour les quatre heures suivantes.
En raison des problèmes persistants avec les condenseurs de sa chaudière, le croiseur est incapable de maintenir la vitesse nécessaire pour atteindre la ligne de front. Il rejoint donc le IVe Scouting Group. À 23 h 15, les Elbing et Hamburg repèrent le croiseur britannique HMS Castor et ouvrent le feu à 1 000 mètres de distance. Le Castor est touché à sept reprises et incendié, forçant les Britanniques à se détourner. Les deux navires allemands sont pris pour cible par plusieurs torpilles ; l'une d'elles passa sous l'Elbing sans exploser. Le 2e escadron de croiseurs légers arriva en renfort et engagea le IVe Scouting Group. L'Elbing fut touché, ce qui détruisit sa station de transmission sans fil. L'attaque tua quatre hommes et en blessa douze.
Peu après minuit, la flotte allemande s'est retrouvée dans l'écran des destroyers britanniques. L'Elbing naviguait à présent du côté bâbord de la ligne allemande en compagnie des Hambourg et Rostock. Le dreadnought Westfalen — le premier navire de la ligne allemande — a ouvert le feu en premier, suivi rapidement par l'Elbing, les deux autres croiseurs et les cuirassés Nassau et Rheinland. Les destroyers britanniques lancent une attaque à la torpille qui oblige les trois croiseurs à se tourner vers tribord pour les éviter. Dans la confusion des combats, l'Elbing tente de se frayer un chemin entre le Nassau et le Posen, mais le capitaine du Posen n'a pas été mis au courant du mouvement. Lorsqu'il est averti de la manœuvre, la collision est inévitable. Le Posen vire à tribord toute avant de heurter violemment la coque de l'Elbing. L'eau inonde la salle des machines tribord et provoque une gîte de dix-huit degrés. Avec les moteurs à l'arrêt, la vapeur a commencé à se condenser dans les tuyaux, neutralisant les générateurs électriques et causant la perte de puissance électrique du navire. Le navire est complètement immobilisé et à la dérive, à la merci du feu ennemi.
À 2 heures du matin, 477 officiers et hommes de l'équipage sont transférés sur le torpilleur S53. Seuls le commandant et un petit groupe d'officiers et d'hommes sont restés à bord. Ils ont fabriqué une voile improvisée dans le but de rapprocher le navire de la côte, mais vers 3 heures du matin, des destroyers britanniques ont été aperçus au sud et l'ordre de sabordage du navire a été donné. Les hommes restants ont sabordé l'Elbing avant de rejoindre un cotre et d'être secouru vers 07 h 00 par un chalutier néerlandais. Les hommes seront débarqués en Hollande.
Au cours de la bataille du Jutland, l'Elbing a tiré 230 obus de 150 mm et une seule torpille. Quatre de ses membres d'équipage ont été tués et douze autres ont été blessés.